# Prímási palota (Esztergom)
A prímási palota (vagy érseki palota) Esztergom egyik meghatározó neoreneszánsz épülete a Vízivárosban, a Mindszenty tér és a Berényi Zsigmond utca találkozásánál, közvetlenül a Szent Ignác-plébániatemplom szomszédságában. Az épület ad otthont a Keresztény Múzeumnak, a Prímási Levéltárnak, és a Érseki Simor Könyvtárnak.
Az esztergomi érsek rezidenciájaként épült palota ma is az Esztergom-Budapesti főegyházmegye tulajdona, és a magyar katolikus egyház hivatalos eseményeinek szinhelyéül is szolgál. Nyugati homlokzata az Erzsébet parkra néz, ezzel a várheggyel és a mellette lévő plébániatemplommal együtt jelentős mértékben meghatározza a város arculatát a Duna és Párkány (már Szlovákia) felől szemlélődő számára.

## Története
A telek története egészen a 17. század végéig nyúlik vissza, amikor Széchényi György érsek 1687-ben – a török uralom utáni újjászervezés időszakában – jezsuita kolostort és tanintézetet alapított a Vízivárosban. A rend megszüntetése (1773) után az épület egy ideig bencés gimnáziumként működött, majd fokozatosan elveszítette eredeti funkcióját. A 19. század második felében már egy új főpapi rezidencia szükségessége merült fel, mivel az épülő esztergomi bazilika mellé tervezett egyházi központ pénzhiány, illetve a domborzat adottságai miatt végül nem tudott megvalósulni. Ezzel a Víziváros addigi egyházkormányzati átmeneti központi szerepe állandóvá vált.
A prímási palota építése 1881. március 14-én kezdődött Lippert József építész tervei alapján, aki a historizmus szellemében, neoreneszánsz stílusú  elemekkel komponált palotaépületet álmodott meg. A kivitelezés teljes egészében Simor János saját költségén valósult meg, a kezdeti 298 937,82 forintos költségbecslés helyett végül 625 386,67 forintos végösszeggel. A palota zárókövét 1883. január 21-én tették le, felszentelésére pedig január 23-án került sor. Az eseményről az Esztergom és Vidéke korabeli lap így tudósított:
A hercegprimás uj palotáját mult vasárnap szentelték fel. Reggel 8 órakor tették le ugyanis az uj palota zárókövét. A márványoszlopos főbejáratban, a főlépcső alá falaztatott be a szekrény, melyben zárva van az okirat, sematismus, a palotára vonatkozó dolgok, mint a palota fényképei stb., érmek és pénzek a jelen korból, gabonaneműek kis zacskóban stb. a „Magyar Korona” címü kath. napilapnak három száma, melyekben a palota le volt irva, továbbá mindazok nevei kik a palotán dolgoztak.

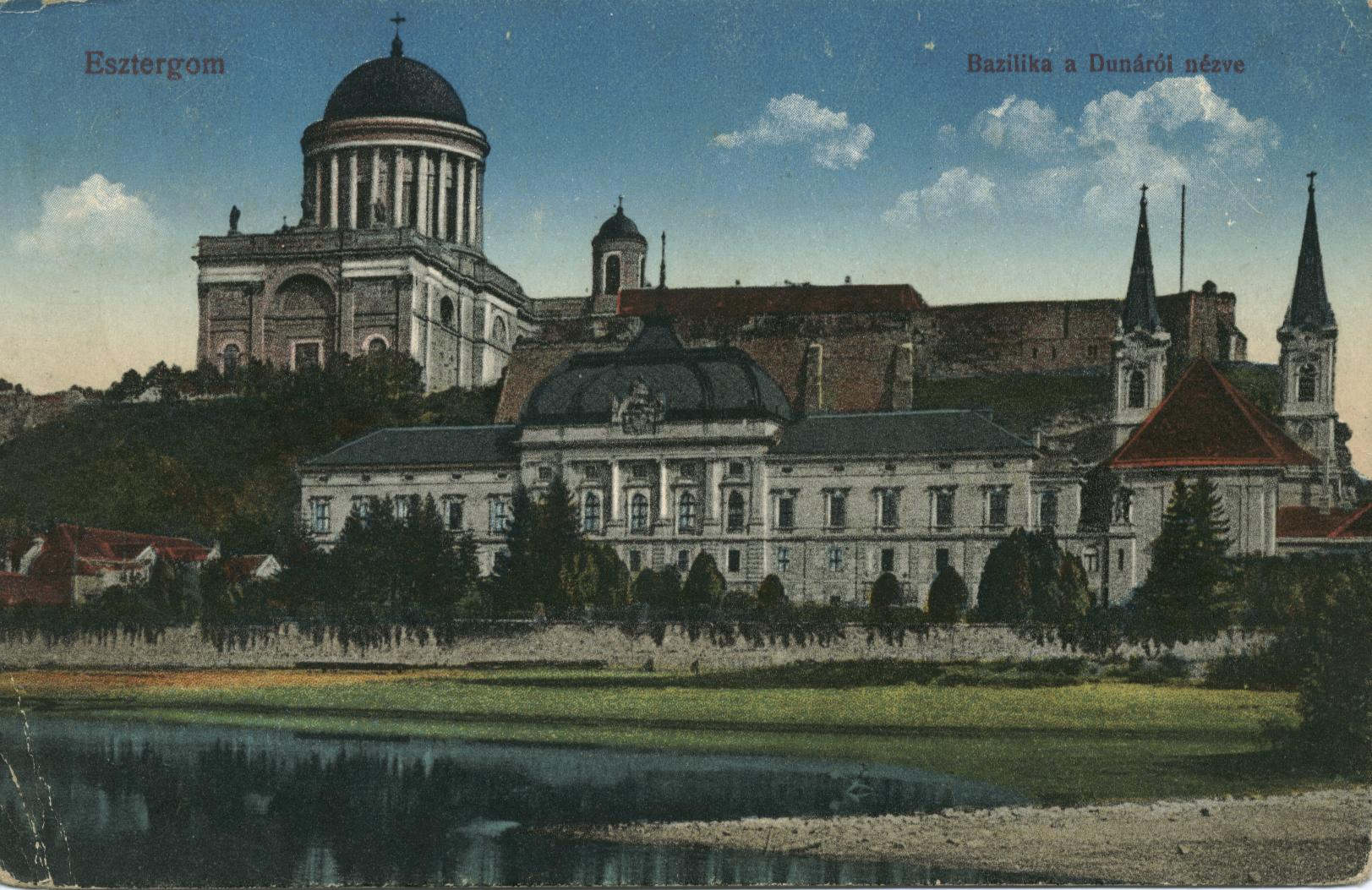
A prímási palota és az esztergomi bazilika egy 20. század eleji képeslapon

Az épület kulturális jelentősége tovább növekedett, amikor 1875-ben Simor János létrehozta benne a Keresztény Múzeumot – a Magyar Királyság első nyilvános egyházi gyűjteményeként. A gyűjtemény alapját a saját magángyűjteménye képezte, amelyhez később számos további értékes darab csatlakozott, köztük 14–16. századi itáliai, német, osztrák, flamand és magyar mesterek alkotásai. A kollekció azóta is a hazai egyházi művészettörténet-írás egyik legfontosabb forrása, és a múzeum máig a palota második emeletén működik és várja látogatóit.
A palota a rendszerváltás óta több jelentős esemény helyszinéül szolgált: 1991 augusztusában itt pihent meg II. János Pál pápa esztergomi látogatása idején; 2005. november 12-én itt, az Aranybulla előtt iktatták be Bihari Mihályt, az Alkotmánybíróság akkori elnökét. A prímási palota ma is meghatározó eleme az esztergomi városképnek, építészeti értékén túl pedig a magyarországi egyházművészet és egyháztörténet ápolásának kiemelkedő helyszíne.

## Épületleírás

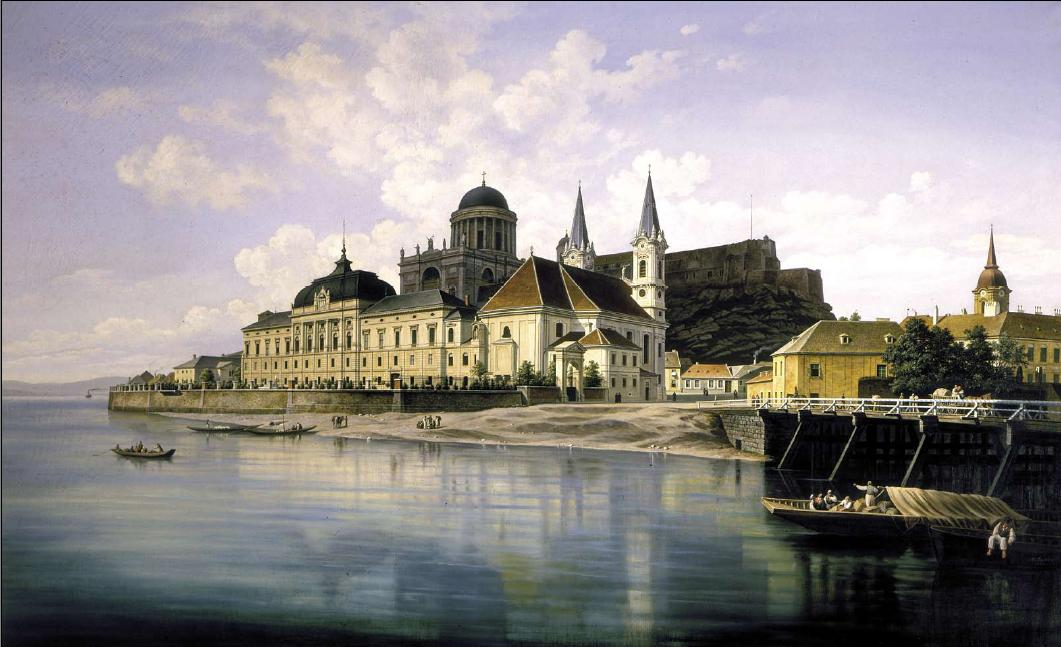
A Dunapart az esztergomi Prímási palotával (Hubert Sattler, 1883 – ez egyben a magyar forintos bankjegy hátoldala)

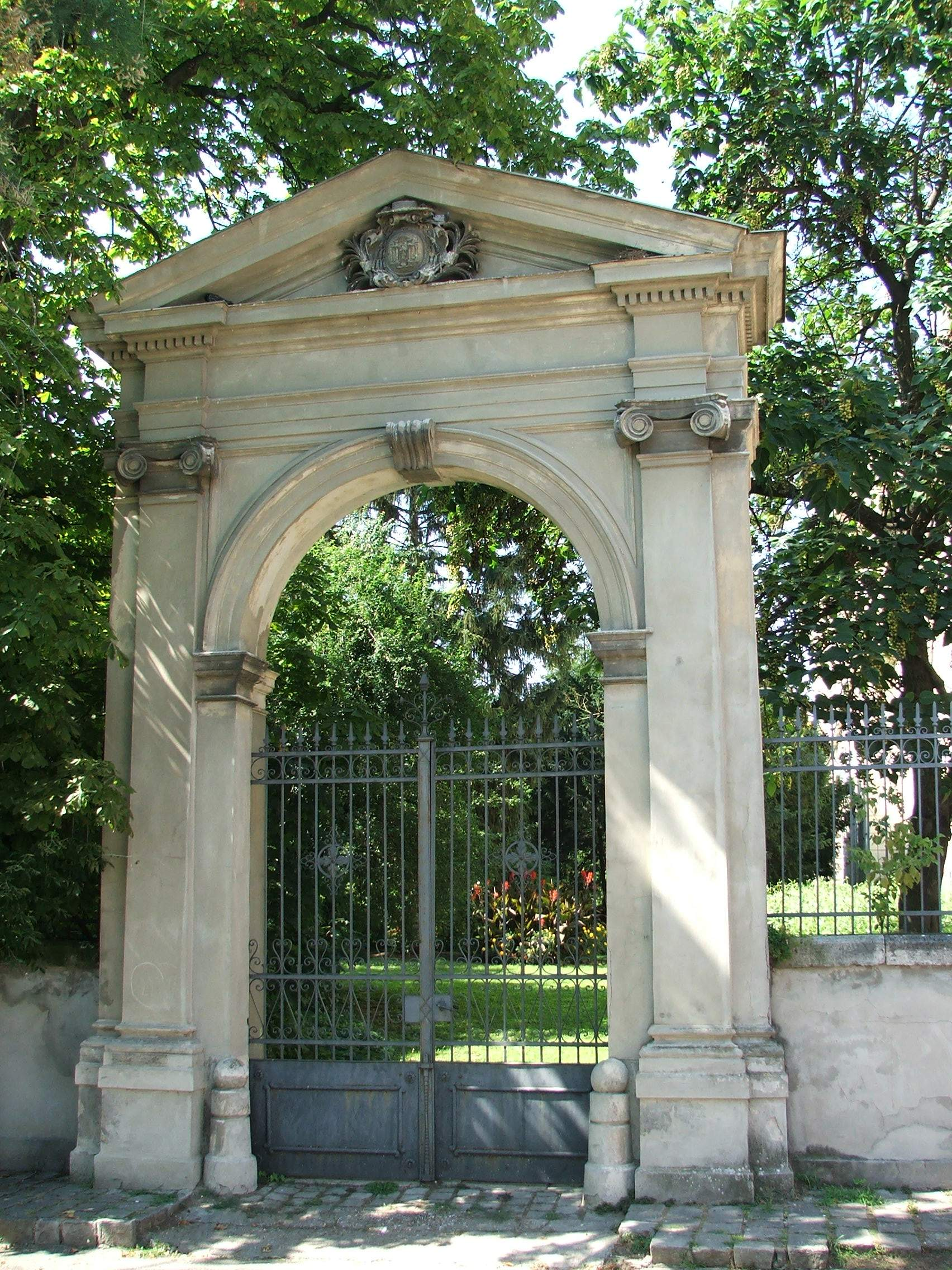
A kert kapuja Simor János címerével az Erzsébet parknál

A prímási palota neoreneszánsz stílusban, az esztergomi érsek hivatalos rezidenciájaként épült a 19. század végén. Az épület északi szárnyában kapott helyet az 1875-ben alapított Keresztény Múzeum, amely a magyar egyházi művészet egyik legjelentősebb közgyűjteménye. A palota belső elrendezése az érseki funkciók sokrétűségét tükrözi: az érseki lakosztályok és reprezentatív fogadótermek mellett helyet kapott az Érseki Könyvtár, valamint a Prímási Levéltár, amely a magyar katolikus egyháztörténet felbecsülhetetlen értékű írásos emlékeit – köztük kódexeket, okleveleket és kéziratokat – őrzi.
A főlépcsőház falait az esztergomi érsekek arcképcsarnoka díszíti. A reprezentáció legkifejezőbb terei a szalonok, amelyek az egyházi és világi vendégek fogadására szolgáltak. A Fekete szalon három helyiségből – dolgozószobából, vendégszobából és hálószobából – áll, nevét a bútorzat sötét tónusairól kapta. Esztergom története szempontjából is kiemelkedő jelentőségű, hogy II. János Pál pápa ebben a szalonban tartózkodott 1991 augusztusi magyarországi látogatása alkalmával.
A Zöld szalonban Esztergom két monumentális panorámaképe mellett Ferenc József császár és Erzsébet királyné életnagyságú portréi láthatók, a helyiség empire stílusú berendezése pedig a 19. századi klasszicizáló ízlésvilágot tükrözi. A Vörös szalonban Simor János érsek személyes műgyűjtői érdeklődésének emlékei kaptak helyet: több reneszánsz festmény hiteles másolata, amelyeket az érsek eredetiben nem tudott megszerezni, így megrendelésre másoltatta le azokat.
Az épület külső architektúráját gazdag díszítőelemek és heraldikai szimbólumok ékesítik. A homlokzati díszítőelemek homokkőből készültek, közöttük többször is megjelenik Simor érseki címere. Különösen figyelemre méltó a dunai homlokzaton, egy kis obeliszkes fülkében elhelyezett dombormű, amely a kupola alatti párkányon is megismétlődik. A pajzsmezőben a Szeplőtelenül Fogantatott Szűz Mária alakja látható, kísérőjelmondatként a SUB TUUM PRAESIDIUM („Oltalmad alá futunk”) latin fohásszal. A címert ábrázoló plasztikus motívum továbbá megjelenik a Szent Ignác-plébániatemplommal összekötő falszakasz sarkán, körplasztika formájában, valamint a Mindszenty térre nyíló főkapu, illetve a kert felőli déli kapu feletti zárókövekben is. A palota kertjében áll Damkó József szobrászművész 1934-ben készült, Prohászka Ottokárt ábrázoló mellszobra, amely eredetileg a közeli szeminárium előtt állt. Az alig hatvan centiméter magas bronzszobor a 20. század első felének meghatározó egyházi gondolkodójára emlékeztet.

## Galéria

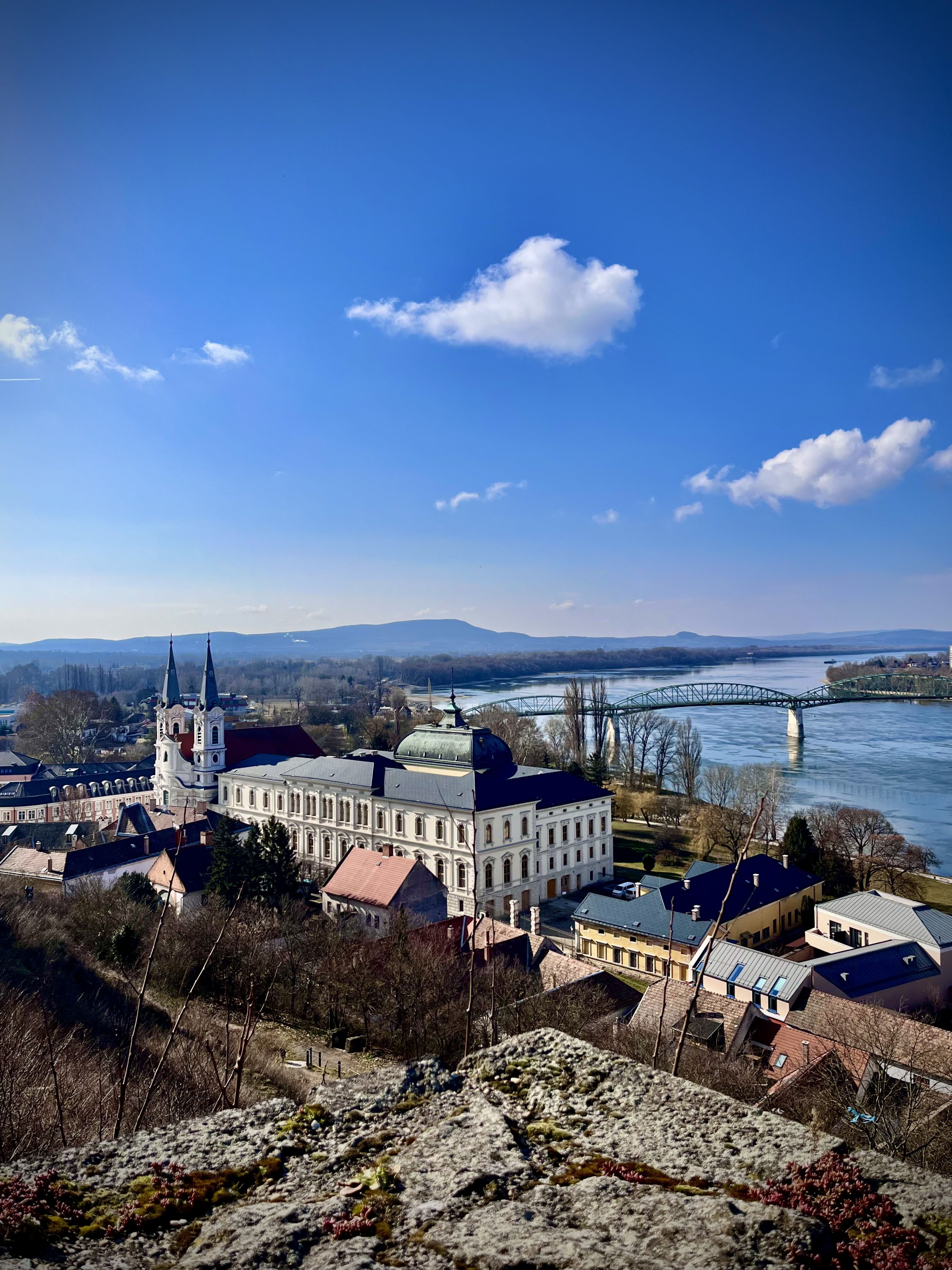
Az Érseki Víziváros látképe a esztergomi várból szemlélve
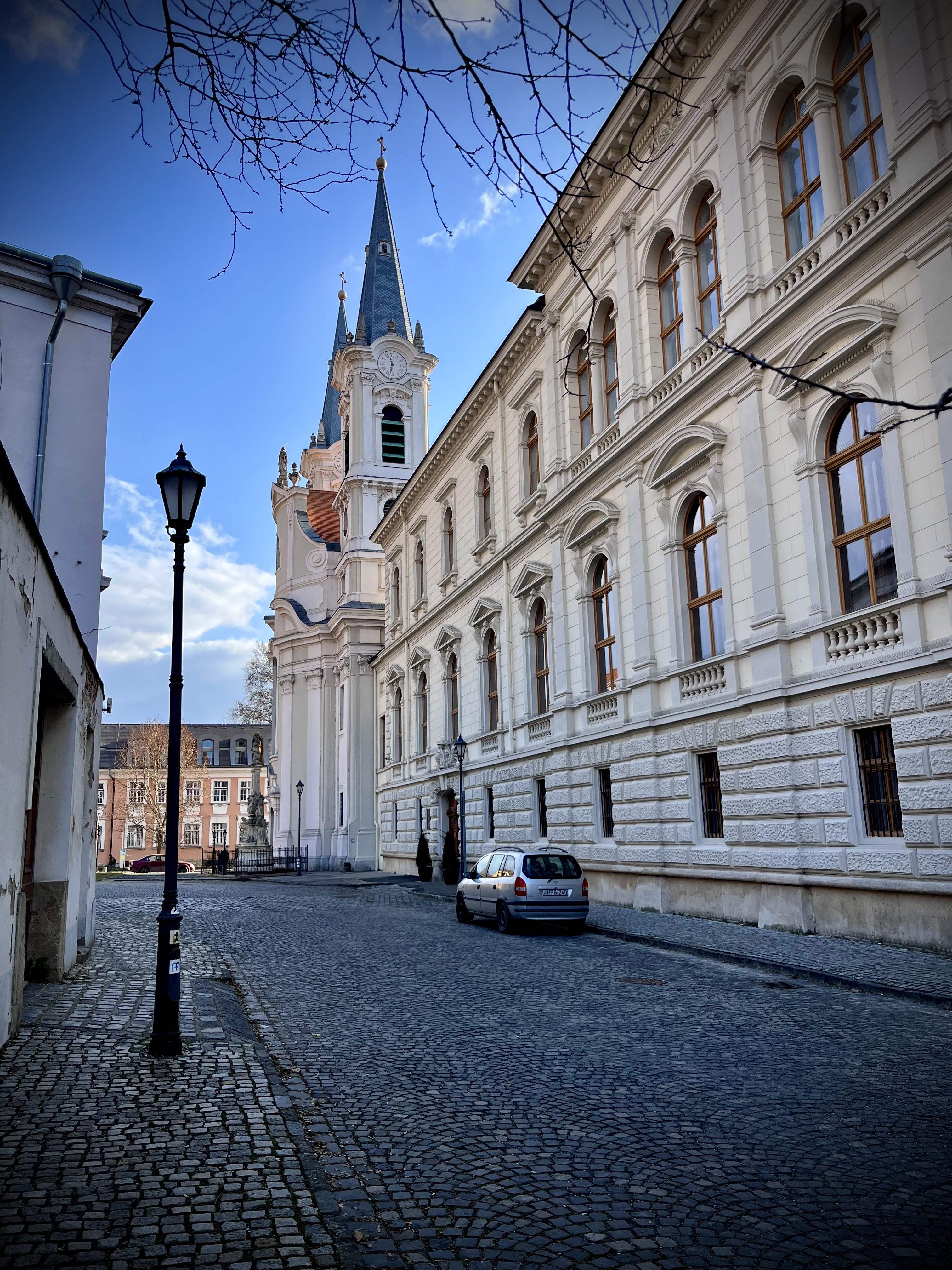
A palota és a Vízivárosi-templom a Berényi Zsigmond utca felől
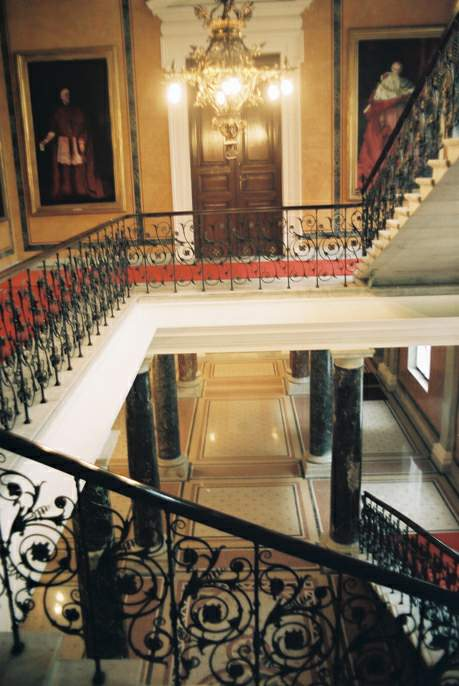
A palota lépcsőháza két esztergomi érsek portréjával
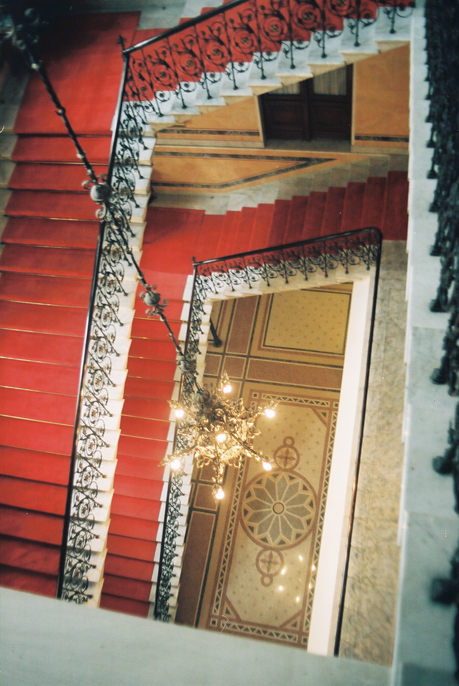
Lépcsősor
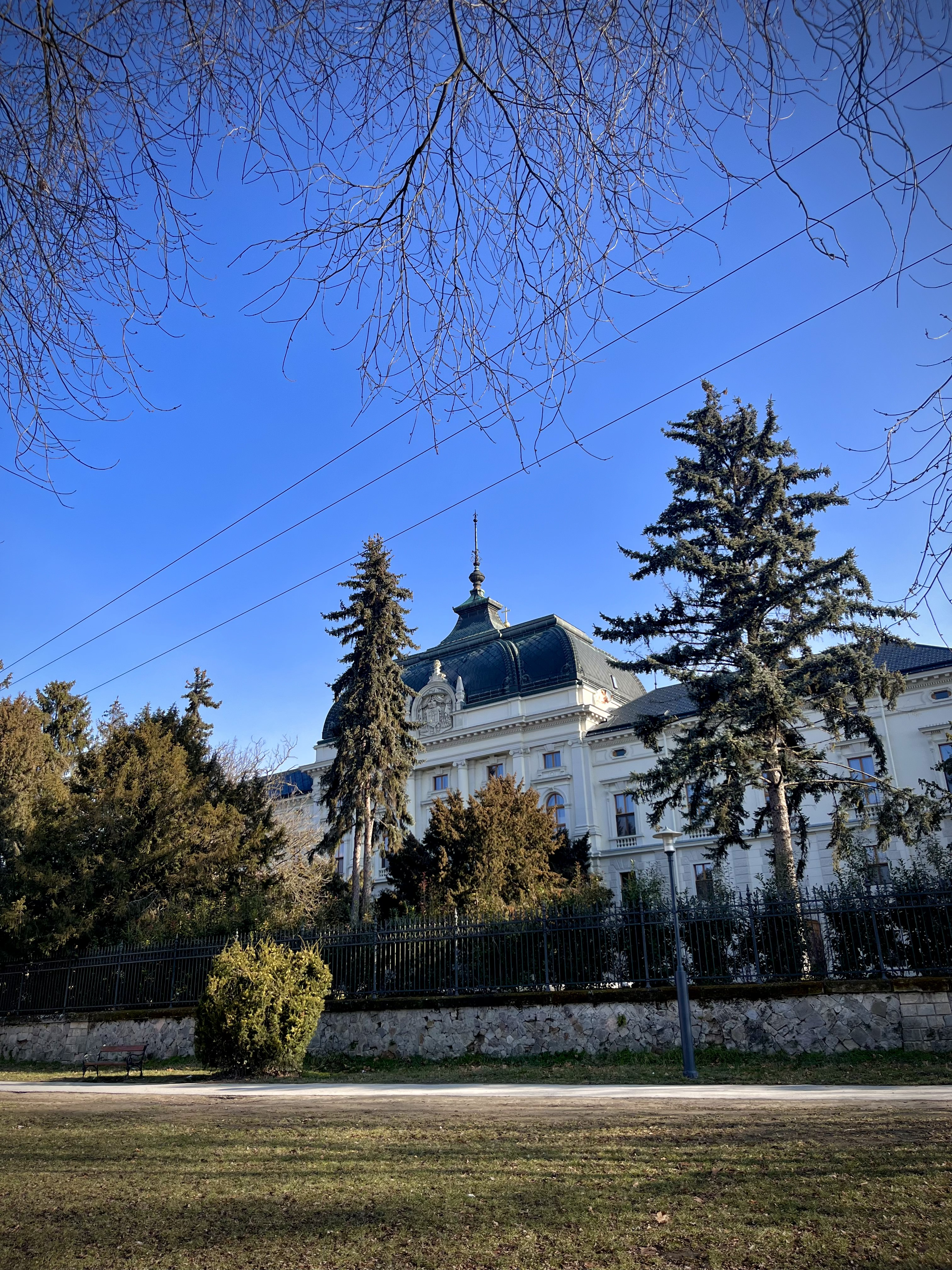
A prímási palota nyugati homlokzata az Erzsébet parkból